# توربو أوت ران
توربو أوت ران (بالإنجليزية: Turbo Outrun)‏ ، هي لعبة فيديو من نوع سباقات سيارات أنتجها شركة سيجا عام 1989م، وتهدف اللعبة لبدء المرحلة سباقات السيارات من مدينة نيويورك إلى مدينة لوس أنجلوس.

## وصلات خارجية
- توربو أوت ران على موقع IMDb (الإنجليزية)

- Turbo OutRun Review at Mean Machines Mag (refers to the poorly received home port, not the arcade original)
- Outrun.org
- C64 Turbo Outrun intro music